# Lamachus sheni
Lamachus sheni là một loài tò vò trong họ Ichneumonidae.